# فرناندو رودني
فرناندو رودني هو لاعب كرة قاعدة دومينيكاني، ولد في 18 مارس 1977 في سمانا في جمهورية الدومينيكان.

## وصلات خارجية
- فرناندو رودني على موقع دوري كرة القاعدة الرئيسي (الإنجليزية)
- فرناندو رودني على موقعبيزبول رفرنس.كوم (الدوري الرئيسي) (الإنجليزية)
- فرناندو رودني على موقعبيزبول رفرنس.كوم (الدوري الثانوي) (الإنجليزية)
- فرناندو رودني على موقع إي إس بي إن.كوم (أم.أل.بي) (الإنجليزية)
- فرناندو رودني على موقع مشجعي الرسوم البيانية (الإنجليزية)